# سیارک ۲۰۵۷۰
سیارک ۲۰۵۷۰ (به انگلیسی: 20570 Molchan، نامگذاری:1999RV133) بیست هزار و پانصد و هفتادمین سیارک کشف شده‌است که در ۹ سپتامبر ۱۹۹۹ کشف شد.
قدر مطلق سیارک برابر ۱۸.۶ است.